# Ulmerophlebia succinea
Ulmerophlebia succinea is een haft uit de familie Leptophlebiidae. De wetenschappelijke naam van de soort is voor het eerst geldig gepubliceerd in 1966 door Demoulin.
De soort komt voor in het Afrotropisch gebied.